# غيلبرت تشيس
غيلبرت تشيس (بالإنجليزية: Gilbert Chase)‏ هو مؤرخ أمريكي، ولد في 4 سبتمبر 1906، وتوفي في 22 فبراير 1992.